# Loupia
Loupia är en kommun i departementet Aude i regionen Occitanien  i södra Frankrike. Kommunen ligger  i kantonen Limoux som ligger i arrondissementet Limoux. År 2022 hade Loupia 253 invånare.

## Befolkningsutveckling
Antalet invånare i kommunen Loupia
Referens: INSEE